# Stenamma petiolatum
Stenamma petiolatum är en myrart som beskrevs av Carlo Emery 1897. Stenamma petiolatum ingår i släktet Stenamma och familjen myror. Inga underarter finns listade i Catalogue of Life.